# Olympiade d'échecs de 2006

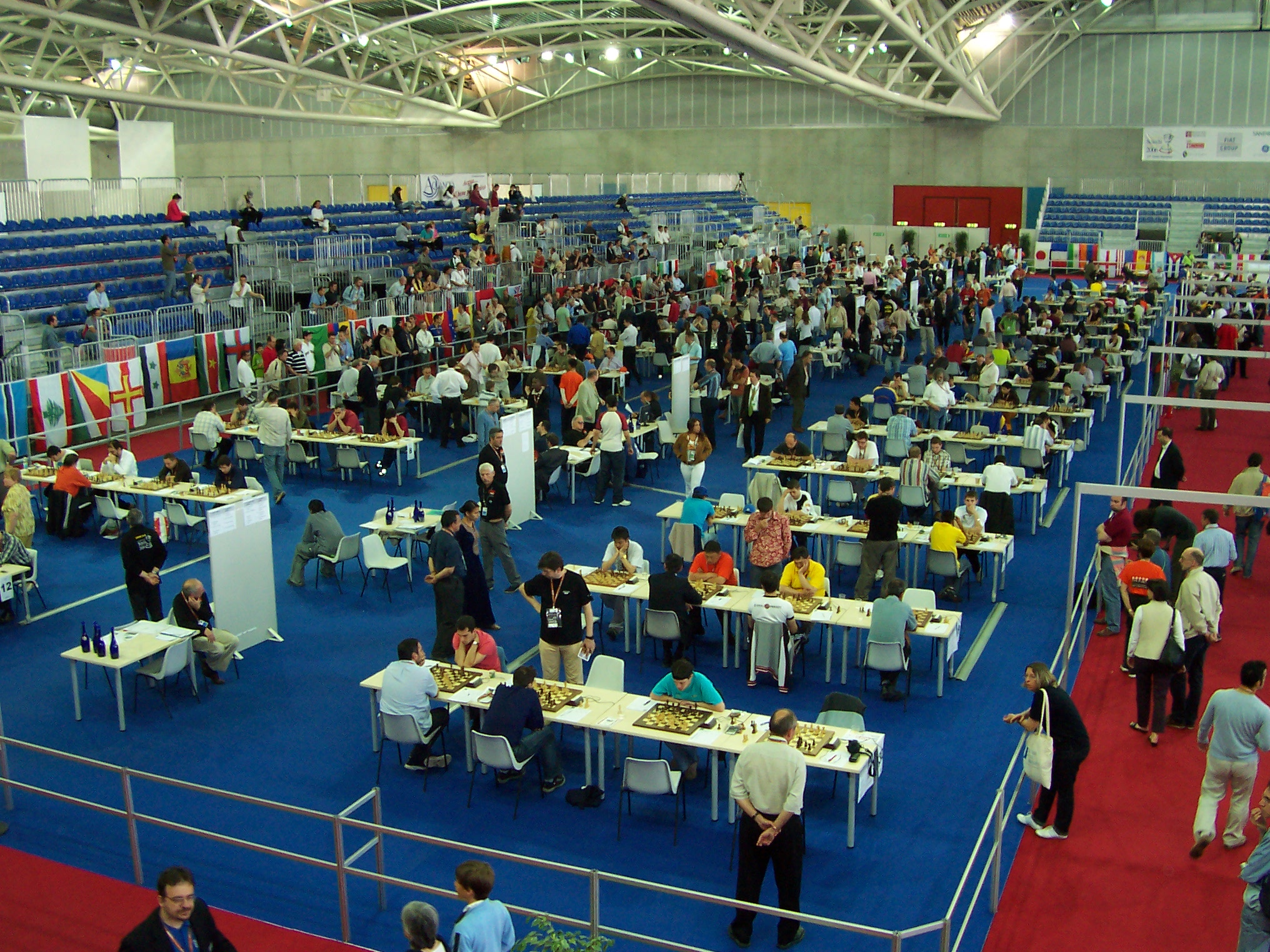
Olympiade d'échecs de Turin 2006.

L'Olympiade d'échecs de 2006 est une compétition mondiale par équipes et par pays organisée par la FIDE. Les pays s'affrontent sur 4 échiquiers par équipe de 6 joueurs (4 titulaires et 2 suppléants). Les équipes féminines ont 4 joueuses sur 3 échiquiers. 
Cette 37e Olympiade s'est déroulée du 21 mai au 4 juin 2006 dans le cadre de l'Oval Lingotto de Turin, en Italie. La compétition bat des records de participation, aussi bien masculin que féminin.
Les points ne sont pas attribués au regard des résultats des matches inter-nations, mais en fonction des résultats individuels sur chaque échiquier (un point par partie gagnée, un demi-point pour une nulle, zéro point pour une défaite).

## Tournoi masculin

### Contexte
Cette Olympiade réunit 145 nations, auxquelles s'ajoutent les équipes d'Italie B et C.
La compétition se déroule en poule unique sur 13 rondes (au lieu des 14 jusqu'ici traditionnelles) selon le système suisse.

### Résultats
| Place | Équipe     | points | Composition de l'équipe                                                                  |
| ----- | ---------- | ------ | ---------------------------------------------------------------------------------------- |
| 1er   | Arménie    | 36     | L. Aronian, V. Akopian, K. Asrian, S. Lputian, G. Sargissian, A. Minassian.              |
| 2e    | Chine      | 34     | Bu Xiangzhi, Zhang Zhong, Zhang Pengxiang, Wang Yue, Ni Hua, Zhao Jun                    |
| 3e    | États-Unis | 33     | G. Kamsky, A. Onischuk, H. Nakamura, I. Ibragimov, G. Kaidanov, V. Akobian.              |
| 4e    | Israël     | 33     | B. Guelfand, I. Smirin, E. Sutovsky, B. Avroukh, A. Huzman, V. Michalevski               |
| 5e    | Hongrie    | 32,5   | Z. Almasi, Z. Gyimesi, F. Berkes, C. Balogh, R. Ruck, A. Horvath                         |
| 6e    | Russie     | 32     | V. Kramnik, P. Svidler, A. Grichtchouk, Aleksandr Morozevitch, I. Bareïev, S. Roublevski |
| 7e    | France     | 32     | É. Bacrot, J. Lautier, A. Sokolov, L. Fressinet, M. Vachier-Lagrave, C. Bauer            |
| 8e    | Ukraine    | 32     |                                                                                          |
| 9e    | Bulgarie   | 32     |                                                                                          |
| 10e   | Espagne    | 32     |                                                                                          |

La France se classe 7e avec 32 points, précédée seulement au départage Buchholz par la Russie (396 contre 410,5) complètement méconnaissable. Pour la France, c'est le meilleur résultat masculin de toutes les olympiades, également atteint en 1984. Accumulant un gros retard dans les premières rondes, elle parvient ensuite à battre les Pays-Bas, la Russie, la Chine et faire match nul avec les États-Unis et l'Arménie.
L'Arménie gagne avec 8 matches gagnés et 3 nuls. Les États-Unis arrachent la médaille de bronze au départage à Israël (392,5 contre 380,5). La Hongrie est cinquième malgré le forfait de Peter Leko.
La Belgique est 70e.
Depuis son admission à la FIDE en 1952, la Russie (précédemment l'URSS) a gagné 24 des 28 olympiades. Elle était absente à Haïfa en 1976, seconde en 1978 et en 2004. Pour la première fois, elle disparaît du podium, malgré une équipe compétitive amenée par le champion du monde PCA, Vladimir Kramnik associé à Svidler, Grischuk et Morozevich. Curieusement et malgré ce revers sportif, la Russie n'a jamais été aussi puissante dans les instances décisionnelles de la FIDE, sa position étant confortée par l'annonce faite quelques mois auparavant de la réunification du titre de champion du monde des échecs.

### Composition des équipes francophones
- Pour la France : Bacrot, Lautier, Andreï Sokolov, Fressinet, Vachier-Lagrave, Bauer.
- Pour la Belgique : Winants, Dutreeuw, Van der Stricht, P. Claesen, Gulbas, Cekro

## Tournoi féminin
102 nations inscrites, plus l'Italie B. 
La compétition se déroule en poule unique sur 13 rondes (au lieu des 14 classique) selon le système suisse.
La Chine, tenante du titre, doit pallier les défections de Zhu Chen, ancienne championne du monde, mariée à un ressortissant du Qatar et défendant dès lors les couleurs de ce pays, et de Xu Yuhua, championne du monde en titre, en raison de sa maternité.
| Classement final |         |      |
| 1er              | Ukraine | 29,5 |
| 2e               | Russie  | 28   |
| 3e               | Chine   | 27,5 |

La France termine 18e avec 22,5 points.
- L'équipe d'Ukraine est composée de N. Joukova, Lahno, I. Yanovska-Gaponenko et A. Ushenina.